# Kultura trzciniecka

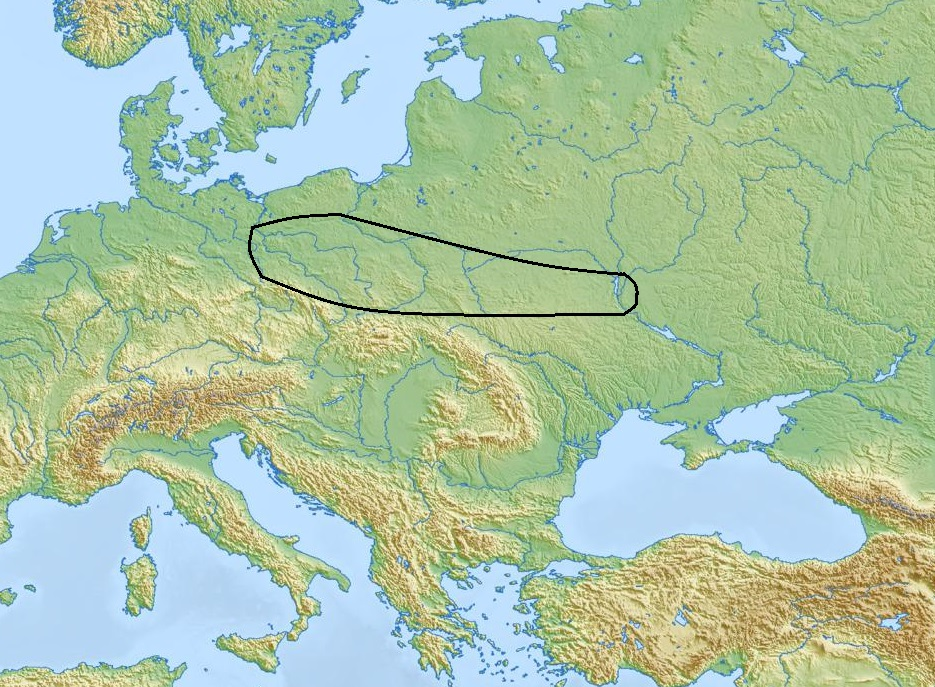
Zasięg kręgu kulturowego

Kultura trzciniecka – kultura wczesnej i środkowej epoki brązu. Ze względu na zbieżność chronologiczną oraz podobieństwo kultury materialnej z  kulturą komarowską i kulturą sośnicką w literaturze mówi się o kompleksie Trzciniec-Komarów-Sośnica lub szerzej o trzcinieckim kręgu kulturowym. Stanowiska archeologiczne kultury trzcinieckiej obecne były na terenach centralnej, południowej i wschodniej Polski (Kujawy, Małopolska, Mazowsze, Podlasie) oraz zachodniej Ukrainy i zachodniej Białorusi (Polesie) od 1900 do 1000 roku p.n.e. Niektórzy autorzy uznają pierwotny zasięg kultury trzcinieckiej za kolebkę Prasłowian.

## Nazewnictwo
Kultura trzciniecka wydzielona została przez Włodzimierza Antoniewicza, który nadał jej początkowo nazwę „kultura ceramiki pasmowej”. Termin kultury trzcinieckiej, od miejscowości Trzciniec pod Opolem Lubelskim (woj. lubelskie), wprowadził do literatury jako pierwszy Józef Kostrzewski w 1930 roku. Pierwszego monograficznego opracowania kultury trzcinieckiej dokonał Aleksander Gardawski.

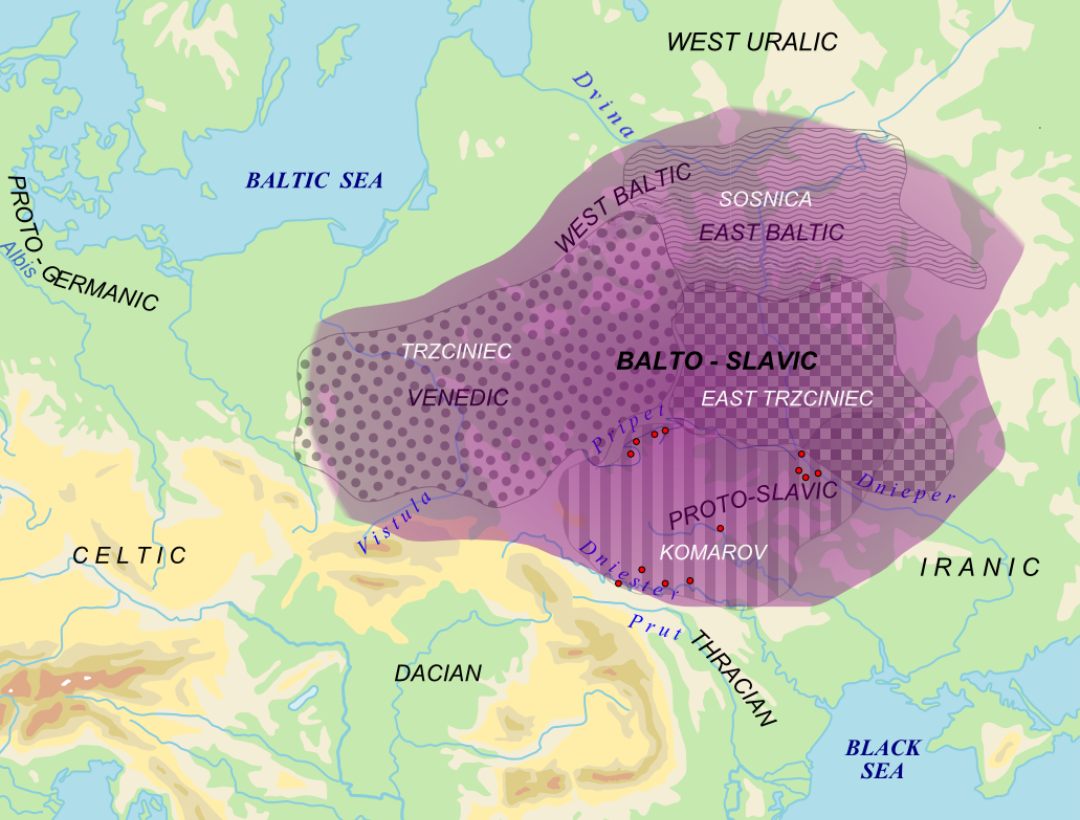
Orientacyjny zasięg kultur trzcinieckiej, komarowskiej i sośnickiej, oraz hipotetyczny zasięg języków słowiańskich, według teorii allochtonicznej.

## Obszar występowania i kontekst kulturowy
Na charakter form kulturowych niewątpliwy wpływ miały kultury późnosznurowe (kultura mierzanowicka, kultura strzyżowska, kultura iwieńska oraz kultury ceramiki dołkowo-grzebykowej). W okresie swojego największego rozkwitu zjawiska wydzielonej kultury trzcinieckiej występowały na terenach górnej i środkowej Wisły, górnej Warty i górnej Noteci, aż po dorzecze Bugu i Narwi. Na przełomie starszej i środkowej epoki brązu stanowiska archeologiczne kultury trzcinieckiej sąsiadowały ze stanowiskami kultur: przedłużyckiej od zachodu, wschodniotrzcinieckiej i komarowskiej od wschodu, Otomani, madziarowskiej oraz pilińskiej od południa.

## Chronologia, geneza i zanik
Chronologia charakterystycznych dla kultury trzcinieckiej form zależna jest od miejsca ich występowania. Za początek zjawisk związanych z kulturą trzciniecką przyjmuje się XX/XIX wiek p.n.e. Na Mazowszu brak jest pewnych wskaźników chronologicznych, ale przyjmuje się za początek pierwszą połowę BA2– BA3. Pełny rozwój to okres od 1500 do 1300 roku p.n.e. Zanik stanowisk kultury trzcinieckiej jest następstwem przeobrażeń kulturowo-społecznych, w wyniku, których wyodrębniono na zachodzie fazę łódzką trzciniecko-łużycką, a następnie łużycką. Na Wołyniu i Podnieprzu wydzielono kulturę biełogrudowską.
Według podziału chronologicznego A. Kempistego (1978) wydziela się trzy fazy: Ia (1900/1850 p.n.e. – 1300 p.n.e.), Ib (1300 – 1100 p.n.e.), II (1100 – 1000 p.n.e.).
Wyróżnia się trzy grupy kultury trzcinieckiej: łubieńską (Kujawy, środkowa Warta), opatowską (lessy Małopolski), lubelską (tereny między Wisłą a Bugiem) oraz grupę mazowiecko–podlaską. W drugiej fazie tej kultury (Ib) znaczące były wpływy kultury madziarowskiej, wieterzowskiej, Otomani oraz mogiłowej. Ponadto na terenie Kujaw na kulturę trzciniecką oddziaływała również kultura pucharów dzwonowatych 2 i 3.

## Charakterystyczne wytwory kulturowe

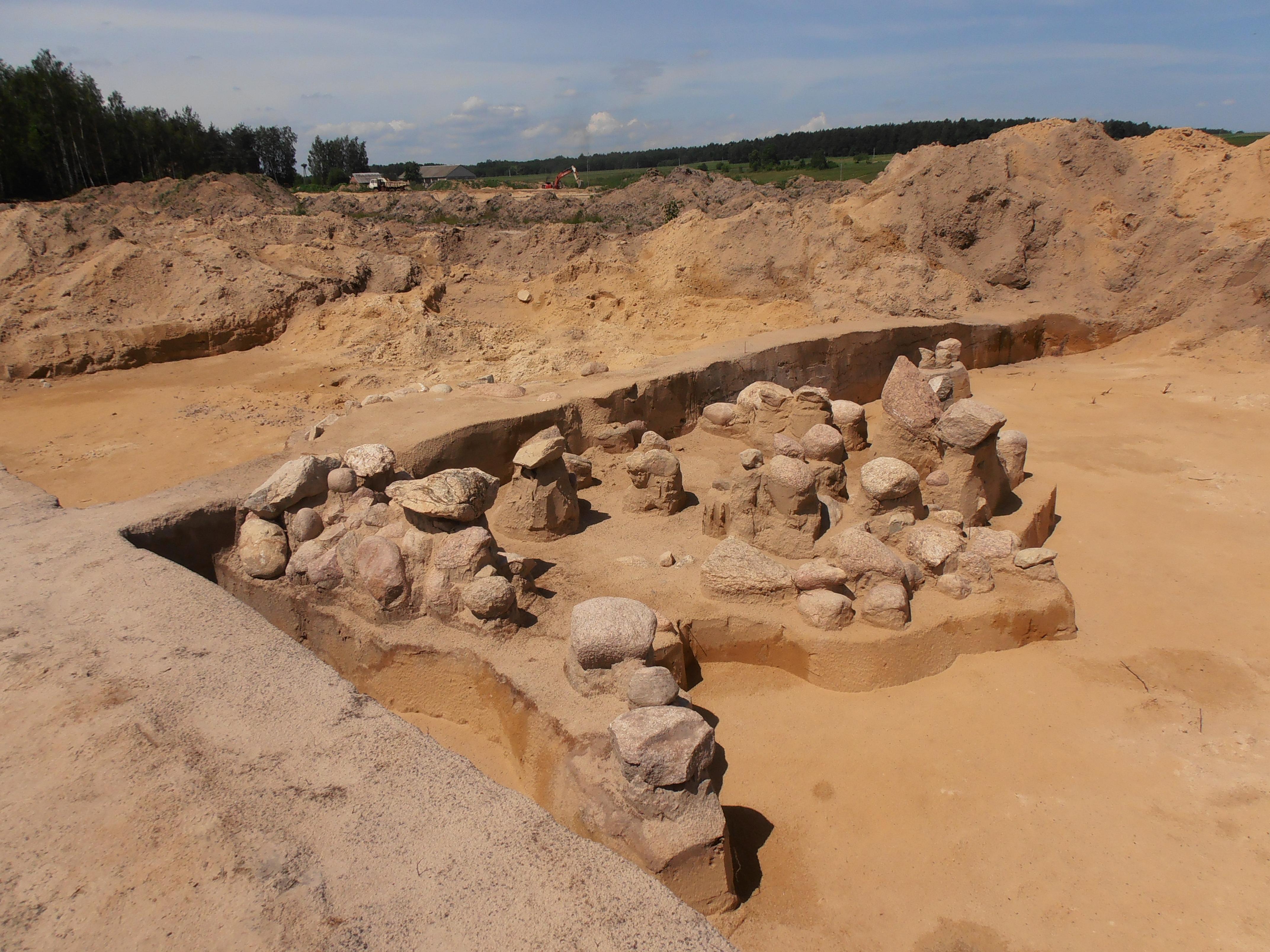
Ratunkowe prace wykopaliskowe na stanowisku kurhanu kultury trzcinieckiej datowanego na XVIII wiek p.n.e. odkrytego podczas budowy Zbiornika Niewiadoma na Podlasiu

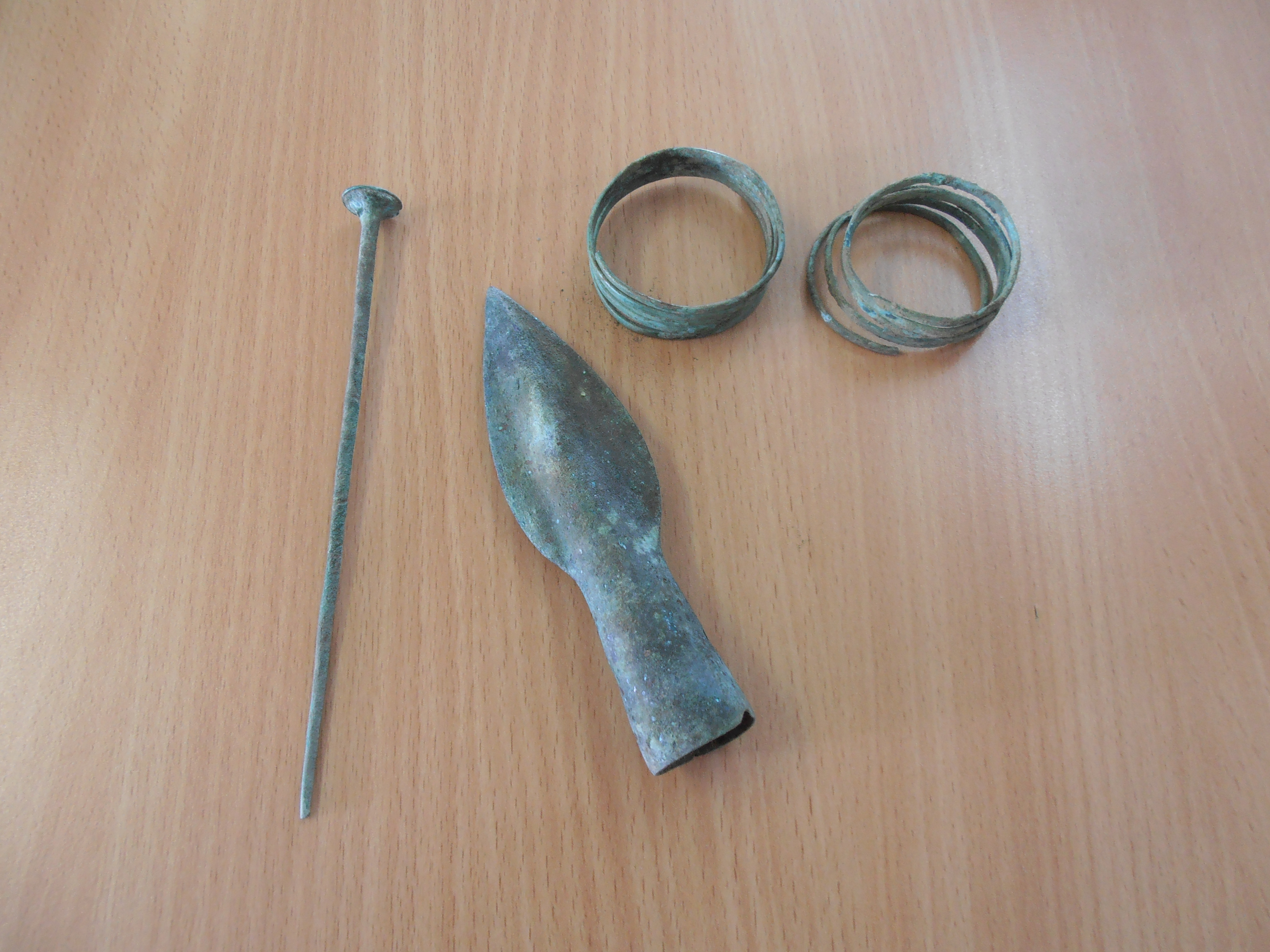
Artefakty z kurhanu kultury trzcinieckiej datowanego na XVIII wiek p.n.e. odkrytego podczas budowy Zbiornika Niewiadoma na Podlasiu

### Ceramika
Ceramika potwierdza tradycje eneolityczne. Gruboziarnista domieszka w postaci tłuczonego granitu, dokładne wygładzenie powierzchni naczynia oraz ornamentyka wykazuje związek ze wcześniejszymi formami ceramiki. Podstawową formą są ciemnobrunatne lub ceglane naczynia, lepione ręcznie o esowatym profilu i kształcie tulipanowatym ze zgrubioną i facetowaną krawędzią (pojemnik gliniany związany z chowem zwierząt oraz uprawą zbóż). Ornamentyka występowała głównie w górnej części naczynia w postaci pionowych listew, żłobków poziomych, falistych, ukośnych i półkolistych, a także nakłuć i dołeczków oraz ornamentu guzowego. Rzadko występowały misy, dzbanki, kubki. Najcenniejszym znaleziskiem jest waza na pustej nóżce z pięcioma wypchanymi zwisającymi guzami z Łubnej (woj. łódzkie).

### Inwentarz
Dominował inwentarz kamienny i krzemienny nawiązujący do tradycji neolitycznych, gdzie narzędzia wytwarzane były techniką łupania i gładzenia (drapacze, noże, sierpy, rozcieracze, grociki, toporki, siekierki, wióry). Występował także inwentarz z wytworów organicznych (zawieszki z muszli, szpile i szydła kościane) oraz inwentarz metalowy, który zamyka się w kilkunastu skarbach wyrobów brązowych (m.in. Dratów, woj. lubelskie, Stawiszyce, woj. świętokrzyskie, Rawa Mazowiecka, woj. łódzkie). Wyróżnia się wyroby brązowe: bransolety spiralne, wielozwojowe, naramienniki i pierścionki z tarczkami, salta leone oraz siekierki i groty oszczepów. Unikatowym odkryciem jest diadem z cienkiej blachy brązowej (skarb z Dratowa, woj. lubelskie). Występowały także małe przedmioty srebrne i złote.

## Osadnictwo
Osadnictwo kultury trzcinieckiej jest słabo rozpoznane i występowało głównie w południowej Polsce (płaskowyże lessowe). Charakteryzowało się osadami długotrwałymi głównie otwartymi, małej i średniej wielkości. Charakterystyczne obiekty osadnicze to jamy w kształcie koła o przekroju trapezowatym lub gruszkowatym o głębokości od 60 do 200 cm. W jamach znajdowały się: kawałki potłuczonej ceramiki, węgle drzewne, wisiorki oraz wyroby krzemienne. Występowały, też ziemianki owalne, koliste z przedsionkiem. Największą i najlepiej zachowaną osadą jest osada w Złotej Pińczowskiej (woj. świętokrzyskie) – obszar 400 arów. Ważniejsze osady kultury trzcinieckiej: Więcławice (woj. świętokrzyskie), Goszyce (woj. małopolskie), Bondyrz (woj. lubelskie). Wielohektarowy kompleks osadniczy kultury trzcinieckiej został niedawno odkryty w Polesiu pod Łowiczem.

## Obrządek pogrzebowy i wierzenia
Obrządek pogrzebowy charakteryzował się wysokim zróżnicowaniem (inhumacja i kremacja). We wczesnym okresie rozwoju występowały płaskie groby szkieletowe (brak zasad ułożenia szkieletów w grobie), pojedyncze lub zbiorowe (ponad 25 osobników). W późnej fazie kultury występowały także groby ciałopalne jamowe oraz popielnicowe (pod wpływem kultur wschodniokarpackich oraz mogiłowych). Zmarłych wyposażano w ceramikę, wyroby kamienne, rzadko w ozdoby z brązu. Wyróżnia się groby szkieletowe płaskie (Wolica Nowa, woj. łódzkie), szkieletowe pod kurhanami (Łubna-Jakusy, woj. łódzkie), ciałopalne płaskie (Wolica Nowa, woj. łódzkie), ciałopalne pod kurhanami (Guciów, woj. lubelskie).

## Gospodarka i społeczeństwo
Ludność trudniła się głównie hodowlą zwierząt (szczątki kostne rogacizny), uprawą roli (szczątki zbóż, ślady orki), łowiectwem (szczątki kostne jeleni, dzików), zbieractwem (nagromadzenia muszli i skorup żółwi).